# Ayça Erturan
Ayça Erturan (Istanbul, 1º agosto 1983) è un'attrice turca.

## Biografia
Nata nel 1983 a Istanbul (Turchia) da madre casalinga e da padre banchiere, Ayça Erturan ha completato gli studi primari, secondari e superiori nella sua città natale. Ha iniziato la sua carriera teatrale con corsi di MSM. Mentre studiava presso il dipartimento di radio e televisione dell'Università di Marmara, ha anche studiato recitazione al Pera Fine Arts. È apparsa in diverse serie televisive, spot pubblicitari e spettacoli teatrali, continuando ad esibirsi al BKM Mutfak.
Nel 2004 ha fatto la sua apparizione come attrice nella serie televisiva Avrupa Yakası. Nel 2006 ha preso parte al cast della serie Bir Demet Tiyatro. Dal 2008 al 2010 ha ottenuto un ruolo da protagonista Çok Güzel Hareketler Bunlar. Nel 2015 e nel 2016 ha interpretato il ruolo principale nella serie Evli ve Öfkeli. Dal 2017 al 2019 ha dato vita al personaggio di Yeliz Ünsal nella serie La forza di una donna (Kadın). Nel 2021 ha ricoperto il ruolo di Filiz nella serie Akıncı. Nel 2023 ha preso parte al cast della serie Maviye Sürgün, nel ruolo di Zehra Uncu, seguito nel 2024 da quello di Süheyla Köseoğlu nella serie Kirli Sepeti.

## Vita privata
Dal 2014 è sposata con il regista Oğulcan Kırca, dal quale nel 2021 ha avuto una figlia, Nova.

## Filmografia

### Cinema
- Neşeli Hayat, regia di Yılmaz Erdoğan (2009)
- Çok Filim Hareketler Bunlar, regia di Ozan Açıktan (2010)
- Aşk Nerede, regia di Semra Dündar (2015)
- Takım: Mahalle Aşkına, regia di Emre Şahin (2015)
- Çetin Ceviz, regia di Ömer Faruk Yardımcı (2016)
- Çetin Ceviz 2, regia di Ömer Faruk Yardımcı (2016)
- Dört Köse, regia di Ömer Faruk Yardımcı (2017)
- Konuşan Hayvalar, regia di Mustafa Kotan (2019)
- Müstakbel Damat, regia di İlker Ayrık (2022)

### Televisione
- Avrupa Yakası – serie TV (ATV, 2004)
- Bir Demet Tiyatro – serie TV (ATV, 2006)
- Çok Güzel Hareketler Bunlar – serie TV, 88 episodi (Kanal D, 2008-2010)
- Yağmurdan Kaçarken – serie TV, 8 episodi (ATV, 2013)
- Evli ve Öfkeli – serie TV, 30 episodi (ATV, 2015-2016)
- La forza di una donna (Kadın) – serie TV, 48 episodi (Fox, 2017-2019)
- Akıncı – serie TV, 20 episodi (ATV, 2021)
- Maviye Sürgün – serie TV, 26 episodi (Show TV, YouTube, 2023)
- Kirli Sepeti – serie TV, 8 episodi (Now, 2024)

### Cortometraggi
- Bir Kurabiye Masalı, regia di İlkyaz Kocatepe (2012)

## Doppiatrici italiane
Nelle versioni in italiano dei suoi film e delle sue serie TV, Ayça Erturan è stata doppiata da:
- Chiara Oliviero[19] ne La forza di una donna[20]